# Šuntuk
Šuntuk (in lingua russa Шунтук) è un centro abitato dell'Adighezia, situato nel Majkopskij rajon. La popolazione era di 940 abitanti al dicembre 2018. Ci sono 29 strade.